# Fillmannsbach
Der Fillmannsbach ist ein 13,5 km langer Bach im Innviertel in Oberösterreich.
Er entspringt als Steckenbach nahe dem Ortskern von Feldkirchen bei Mattighofen und fließt nach Norden. Bei St. Georgen am Fillmannsbach wendet er sich Richtung Nordosten und durchfließt das Handenberger Durchbruchstal, wo er die Mindel-Endmoräne des Salzachgletschers durchbricht.
Bei Dietzing (Gemeinde Neukirchen an der Enknach) mündet der Fillmannsbach von links in die Enknach, wobei er mit 68,2 km² ein deutlich größeres Einzugsgebiet als die Enknach mit 41,5 km² entwässert. Kurz vor der Mündung nimmt er von rechts den parallel zur Enknach fließenden Hartbach auf. Zwischen St. Georgen und der Mündung verläuft die Lamprechtshausener Straße (B156) parallel zum Fillmannsbach.
Der Fillmannsbach fällt zeitweise trocken. Über weite Strecken, insbesondere im Verlauf entlang der B156, ist der Bach stark reguliert mit Uferbefestigungen, einem trapezförmigen Profil und ohne nennenswerte Begleitgehölze.
Der Fillmannsbach wird um das Jahr 1130 als Vilmuspach urkundlich genannt. Das Bestimmungswort leitet sich vom althochdeutschen Personennamen Filmuot ab.